# Бетіцька низовина
37°16′00″ пн. ш. 6°08′00″ зх. д. / 37.266666666667° пн. ш. 6.1333333333333° зх. д.
Бетіцька низовина, Андалуська низовина (ісп. Depresión Bética) — низовина на півдні Іспанії, між горами Сьєрра-Морена на півночі і Андалуськими горами на півдні і сході.
Протяжність становить близько 300 км. Низовина розташована на місці передгірного прогину, розширюється на захід і заповнений кайнозойськими морськими і річковими відкладеннями. Дренується переважно річкою Гвадалквівір та її притоками. Переважає горбистий рельєф.
Клімат середземноморський, кількість опадів становить 400-700 мм на рік. Зарості маквіс, пальміто, гаріга. Велика частина території зайнята посівами пшениці, кукурудзи, цукрових буряків, гаями олив і цитрусових, коркового дуба, виноградниками. Низовина густо заселена, тут знаходяться такі великі міста, як Севілья, Кордова, Кадіс, Уельва.

## Ресурси Інтернету
- Cuenca del Guadalquivir [Архівовано 3 січня 2017 у Wayback Machine.]
- La secuencia paleolítica de la depresión bética inferior [Архівовано 1 грудня 2017 у Wayback Machine.]